# 曹廉
曹廉（1456年—？），字惟清，陝西鞏昌府安定縣人，匠籍，明朝政治人物。

## 生平
弘治五年壬子科陝西鄉試第三十六名舉人。弘治六年（1493年）中式癸丑科會試第一百九十五名，三甲第三名進士。历官大理寺右寺正，升郧阳府知府，正德五年（1510年）二月升湖广按察司副使，八月旗校刘升自湖广回京，以左布政涂旦、郧阳知府曹廉贪状言于劉瑾，下吏部劾治，遂黜为民，仍夺诰敕。劉瑾死后，起复黄州府知府。

## 家族
曾祖曹顯；祖父曹贇；父曹政，母程氏。永感下。兄仲禮、仲義。